# Reserva natural de Scandola
La Reserva Natural de Scandola (19,19 km²: 9,19 km² tierra; 10 km² marinos), establecida en diciembre de 1975, está ubicada en la isla francesa de Córcega, dentro del Parque regional de Córcega. El parque y la reserva han sido reconocidos por la Unesco como un lugar natural Patrimonio de la Humanidad y fue inscrita en la lista en el año 1983.

## Ubicación
La Reserva de Scandola se encuentra en la parte costa occidental central, entre Punta Muchillina y Punta Nera, e incluye el cabo Girolata y el cabo Porto.

## Rasgos físicos
La reserva tiene dos sectores, la ensenada de Elpa Nera y la península de Scandola. Los acantilados dentados y escarpados tienen muchas grutas y están flanqueados por numerosas chimeneas y cuevas, como Tuara. La línea costera también destaca por sus acantilados rojos, algunos de 900 metros de alto, playas de arena y puntas.

## Clima
Clima mediterráneo, con veranos cálidos y secos.

## Protección
En 1930 se aprobó una ley que prohibía la destrucción o modificación dentro del Parque Regional de Córcega. La Reserva Natural de Scandola está estrictamente protegida para devolver a la zona a su estado natural.